# Feugarolles
 Feugarolles  es una población y comuna francesa, en la región de Aquitania, departamento de Lot y Garona, en el distrito de Nérac y cantón de Lavardac.

## Demografía
| 1003 | 1027 | 932 | 891 | 834 | 864 |
| Para los censos de 1962 a 1999 la población legal corresponde a la población sin duplicidades (Fuente: INSEE [Consultar]) |      |     |     |     |     |

## Personaje célebre
- Adela de Batz de Trenquelléon (1789-1828), fundadora de las "Hijas de María Inmaculada (Marianistas)", nació en Feugarolles.